# Kindereisenbahn Juschno-Sachalinsk
| Kindereisenbahn Juschno-Sachalinsk | Kindereisenbahn Juschno-Sachalinsk |
| ---------------------------------- | ---------------------------------- |
| Diesellok der TU10-005             |                                    |
| Streckenverlauf                    |                                    |
| Streckenlänge:                     | 2,2 km                             |
| Spurweite:                         | 750 mm (Schmalspur)                |
|                                    |                                    |

Die Juschno-Sachalinsker Kindereisenbahn (russisch Южно-Сахалинская детская железная дорога, Juschno-Sachalinskaja detskaja schelesnaja doroga) ist eine schmalspurige Parkeisenbahn in der russischen Stadt Juschno-Sachalinsk in der Oblast Sachalin. Die 2,0 km lange ringförmige Bahn, von der ein 200 m langes Abstellgleis ins Depot abzweigt, wurde am 6. Juni 1954 als eine der vielen Kindereisenbahnen in der Sowjetunion eröffnet und ist heute noch in Betrieb.

## Streckenverlauf
Die Strecke überquert einen Fluss über zwei Stahlbrücken mit großen Spannweiten 9 und 15 Metern.
Auf dem östlichen Streckenabschnitt liegt der Bahnhof Komsomolskaja (станция Комсомольская) und auf dem westlichen der Haltepunkt Pionier (остановочный пункт Пионер) jeweils mit hölzernen Stationsgebäuden und im Falle des Haltepunktes auch mit einem hölzernen Bahnsteig. Entlang des Komsomolskaja-Weges verläuft die Strecke entlang eines Sees nur wenige Meter von dessen Ufer. Wegen der Erosionsgefahr wurde hier in der Mitte der 1970er Jahre in einem Abstand von eineinhalb bis zwei Metern von den Gleisen eine 1,73 Meter hohe Beton-Stützmauer gebaut.

## Geschichte
Die Planung der Bahnlinie begann 1953. Die Idee dafür wurde von der regionalen Partei und der Komsomol unterstützt, aber die Umsetzung war extrem langsam. Auf eigene Verantwortung, haben Jugendliche eine Dampflokomotive und Waggons restauriert, die Signalisierung und die notwendige Ausrüstung vorbereitet. Der Fortgang der Bauarbeiten wurde von den Mitgliedern des Komsomol unterstützt und vom Chef der Süd-Sachalin Railways Generaldirektor Michail Olona mit großem Interesse verfolgt. Am 6. Juni 1954 wurde die Strecke im nach dem Kosmonauten Juri Alexejewitsch Gagarin benannten Park für Kultur und Erholung feierlich eröffnet. Wie erst 40 Jahre später bekannt wurde, reagierte Nikita Chruschtschow, der Generalsekretär des Zentralkomitees der KPdSU angeblich sehr missbilligend auf den Bau von Pioniereisenbahnen, da er diese für eine rücksichtslose Verschwendung von öffentlichen Mitteln hielt. Im ersten Jahr wurde die Strecke gegen den Uhrzeigersinn befahren. Im darauf folgenden Jahr 1955 fuhren die Züge in umgekehrter Richtung. Dazu musste die Dampflokomotive gewendet werden, wofür von den jungen Eisenbahnarbeitern und deren Ausbildern ein temporäres Gleisdreieck gebaut wurde. Anfangs wurde die Dampflokomotive UK-159-238 verwendet, bis sie 1959 außer Dienst gestellt wurde.
Zuerst wurde mit einem elektrischen Token-System gearbeitet, später mit einer halbautomatischen Verriegelung und schließlich wurde die Strecke als erste Pioniereisenbahn des Landes  mit automatischer Verriegelung ausgestattet. Ab 1971 wurde die Diesellokomotive TU2-029 und ab 1982 die Diesellokomotive TU2-127  eingesetzt. Im Jahr 2009 wurden die TU7A-3351 und mehrere Wagen beschafft und 2011 die Diesellok der TU10-005.